# Округ Бејкер (Флорида)
Бејкер (енгл. Baker County) је округ у америчкој савезној држави Флорида. По попису из 2010. године број становника је 27.115.

## Демографија
Према попису становништва из 2010. у округу је живело 27.115 становника, што је 4.856 (21,8%) становника више него 2000. године.
| Група             | 2000.          | 2010.          |
| Белци             | 18.389 (82,6%) | 22.353 (82,4%) |
| Афроамериканци    | 3.098 (13,9%)  | 3.680 (13,6%)  |
| Азијати           | 89 (0,4%)      | 132 (0,5%)     |
| Хиспаноамериканци | 419 (1,9%)     | 520 (1,9%)     |
| Укупно            | 22.259         | 27.115         |